# São Felipe (ort)
São Felipe är en ort i Brasilien.   Den ligger i kommunen Caraíbas och delstaten Bahia, i den östra delen av landet, 700 km öster om huvudstaden Brasília. São Felipe ligger 463 meter över havet och antalet invånare är 9 574.
Terrängen runt São Felipe är platt österut, men västerut är den kuperad. São Felipe ligger nere i en dal. São Felipe är det största samhället i trakten.
Omgivningarna runt São Felipe är huvudsakligen savann. Runt São Felipe är det glesbefolkat, med 11 invånare per kvadratkilometer.